# NGC 7731
NGC 7731 este o galaxie situată în constelația Peștii. A fost descoperită în 27 octombrie 1864 de către Albert Marth. Se află la o distanță de 40,9 de megaparseci de Pământ.